# NGC 6696
NGC 6696 é uma galáxia espiral (S) localizada na direcção da constelação de Draco. Possui uma declinação de +59° 20' 00" e uma ascensão recta de 18 horas, 40 minutos e 05,0 segundos.
A galáxia NGC 6696 foi descoberta em 17 de Junho de 1884 por Lewis A. Swift.